# Милост за живите
„Милост за живите“ е български игрален филм (драма) от 1981 година на режисьора Тодор Стоянов, по сценарий на Николай Никифоров. Оператори са Антон Иванов и Тодор Стоянов. Музиката във филма е композирана от Румен Балиозов.

## Актьорски състав
Роли във филма изпълняват актьорите:
- Георги Георгиев – Гец – Бай Стефан
- Коста Цонев – Професор Андрей Хайдутов
- Цветана Манева – Д-р Филипова
- Никола Тодев – капризният болен
- Борис Луканов – Димов „Динката“
- Минка Сюлеймезова
- Димитрина Савова
- Мая Владигерова
- Георги Фратев
- Невена Хаджиева
- Мая Драгоманска - лекарка
- Игнат Симеонов
- Георги Гайтаников
- Надежда Кесякова
- Любомир Бъчваров
- Вельо Горанов
- Теодоси Досев
- Петър Нинков
- Кирил Мичев
- Райна Василева
- Рая Нанкова
- Димитър Милушев - шофьорът
- Радка Ялъмова